# Пероль (Од)
Перо́ль (фр. Peyrolles) — коммуна во Франции, находится в регионе Лангедок — Руссильон. Департамент коммуны — Од. Входит в состав кантона Куиза. Округ коммуны — Лиму.
Код INSEE коммуны — 11287.

## Население
Население коммуны на 2008 год составляло 72 человека.
| 1962 | 1968 | 1975 | 1982 | 1990 | 1999 | 2008 |
| ---- | ---- | ---- | ---- | ---- | ---- | ---- |
| 25   | 39   | 38   | 53   | 53   | 57   | 72   |

## Экономика
В 2007 году среди 49 человек в трудоспособном возрасте (15—64 лет) 37 были экономически активными, 12 — неактивными (показатель активности — 75,5 %, в 1999 году было 81,8 %). Из 37 активных работали 30 человек (12 мужчин и 18 женщин), безработных было 7 (4 мужчины и 3 женщины). Среди 12 неактивных 2 человека были учениками или студентами, 7 — пенсионерами, 3 были неактивными по другим причинам.